# Boehmeria nakashimae
Boehmeria nakashimae là loài thực vật có hoa trong họ Tầm ma. Loài này được Yahara mô tả khoa học đầu tiên năm 1983.